# Иван Русев (историк)
Вижте пояснителната страница за други личности с името Иван Русев.
Иван Динев Русев е български историк, член-кореспондент на Българската академия на науките (2021).
Научната му дейност се фокусира основно върху зараждането и развитието на модерната търговска култура в епохата на Българското възраждане, стопанската история на България, българското културно наследство, възрожденската култура, историята на дипломацията в Черноморския регион (XVIII – XX в.), европейското консулско присъствие в региона, френското стопанско, културно и политическо проникване на Балканите (XVIII – XX в.), историята на Варна (XV – XIX в.) и историята на Сливенско-Котленския край (XV – XIX в.).

## Биография
Роден е на 29 октомври 1963 г. в Сливен. Завършва история във Великотърновски университет „Св. св. Кирил и Методий“. В периода между 1989 г. и 1998 г. работи като уредник в отдел „История на България XV–XIX в.“ на Регионален исторически музей – Сливен. Защитава докторат (дисертация за кандидат на историческите науки) на тема „Производствено-търговски структури в Сливенско-Котелския район през епохата на Възраждането“ (1996 г.) и става първият, защитил докторска степен в историята на Регионален исторически музей – Сливен.
В периода 2000 – 2009 г. е доцент по история на България във Варненския свободен университет „Черноризец Храбър“.
През 2009 година започва работа в Икономически университет – Варна, където до 2013 г. е доцент по история на България. През 2012 г. става „доктор на историческите науки“ с дисертация на тема „Търговската модерност на Българското възраждане“. Година по-късно става професор по история на България (Стопанска история) в Икономически университет – Варна.
От 2021 г. е член-кореспондент на Българската академия на науките.
Има специализации и участия в международни научни проекти в Париж, Варшава, Букурещ, Браила и Нант.
Член е на Българския национален комитет по балканистика към Международната асоциация за проучване на Югоизточна Европа. От 2015 г. е председател на Управителния съвет на Центъра за стопанско-исторически изследвания. От 2016 г. – главен редактор на „Известия на Центъра за стопанско-исторически изследвания“. Главен редактор е още на сп. „История“ (Издателство „Аз буки“ при МОН) и сп. „Журнал за исторически и археологически изследвания“ (Университетско издателство „Епископ Константин Преславски“ – Шумен).
Автор е на повече от 20 научни сборника, научнопопулярни издания и книги, над 170 научни студии и статии, 12 монографии, както и на 18 учебника за студенти и ученици, одобрени от Министерството на образованието и науката.

## Награди
- Почетен гражданин на Сливен (2019 г.)[9]
- Индивидуална награда „Варна“ за принос в хуманитарните науки. (2022 г.)
- Академична награда „Проф. Цани Калянджиев“ на Икономически университет – Варна за високи постижения в науката. (2020 г.)[10]
- Награда на „Центъра за стопанско-исторически изследвания“ за принос в областта на стопанската история. (2020 г.)
- Индивидуална награда „Варна“ за принос в обществените науки. (2014 г.)
- Наградата на Съюза на учените в България (СУБ) за най-добър млад учен в областта на хуманитарните науки. (1999 г.)
- Награда „Д-р Иван Селимински“ на Община Сливен за принос в историческата наука. (1999 г.)